# Georg Ebers
Georg Moritz Ebers (Berlim, 1 de março de 1837 — Tutzing, Baviera, 7 de agosto de 1898) foi um egiptólogo e romancista alemão, conhecido pela apresentação do Papiro Ebers, o qual está entre os mais importantes e antigos documentos médicos do Antigo Egito e do mundo.

## Biografia
Estudou jurisprudência em Göttingen e línguas orientais e arqueologia em Berlim. Em 1865, após especializar-se em egiptologia, tornou-se professor de língua egípcia e antiguidades em Jena. Em 1870 foi nomeado professor em Leipzig. Ebers fez duas expedições científicas ao Egito e seu primeiro trabalho de importância foi Aegypten und die Bücher Mose's (O Egito e os Livros de Moisés) publicado em 1867-1868. Em 1874 ele editou e apresentou os papiros médicos que havia adquirido.
Ebers foi um dos primeiros a conceber a ideia de popularizar a tradição egípcia através da publicação de romances históricos, contribuindo também para familiarização do público com as descobertas dos egiptólogos. Eine ägyptische Königstochter (Uma princesa egípcia) foi publicado em 1864 alcançando uma grade receptividade. Seus obras seguintes, de mesmo gênero, foram Uarda (1877), Homo sum (1878), Die Schwestern (1880), Der Kaiser (1881), Serapis (1885), Die Nilbraut (1887) e Kleopatra (1894). Ebers também escreveu obras de ficção histórica ambientadas em outras épocas, principalmente no século XVI. Estas obras, porém, não tiveram o mesmo sucesso que os romances egípcios.
O restante de seus livros incluem trabalhos descritivos sobre o Egito: Aegypten in Wort und Bild (1880), um guia do Egito (1886) e uma biografia (1885) de seu antigo professor, o egiptólogo Karl Richard Lepsius.
Devido a problemas de saúde, Ebers deixou seu trabalho em Leipzig.

## Publicações
Bolsa de estudos
- Ägypten und die Bücher Moses (1867–1868) [trad. como o Egypt and the Book of Moses]
- Editor
- Aegypten in Wort und Bild, 2a, ed., 1880)
- Palestine in Picture and Word (Palästina in Bild und Word), uma tradução de 1884 da série inglesa Picturesque Palestine, Sinai, and Egypt
- Richard Lepsius, ein Lebensbild (1885) [transl. as Richard Lepsius: A Biography (1887)]
- Egypt: Descriptive, Historical, and Picturesque (1886)
- Lorenz Alma Tadema: His Life and Works (1886) [transl. Mary J. Safford, 1834-1891]

Ficção - Egípcia
- Eine ägyptische Königstochter (1864) [An Egyptian Princess, trad. por Eleanor Grove] - Ebers' first novel
- Uarda: Roman aus dem alten Aegypten (1877) [Uarda: A Romance of Ancient Egypt, trad. por Clara Bell]
- Homo sum (1878) [trad. por Clara Bell] - uma novela sobre o cristianismo do século IV d.C. na península do Sinai
- Die Schwestern (1880) [The Sisters, trad. por Clara Bell]
- Der Kaiser (1881) [The Emperor, trad. por Clara Bell] (Hadrian)
- Serapis, a Romance (1885) - um romance sobre a destruição da Biblioteca de Alexandria
- Die Nilbraut (1887) [The Bride of the Nile]
- Kleopatra (1894)  [Cleopatra]
- Arachne (1898) (trad. por Mary J. Safford]
- A Thorny Path (Per Aspera) (1892) [trad. por Clara Bell]

Ficção - não egípcia
- Die Frau Bürgermeisterin (1882) [trad. por Mary J. Safford como The Burgomaster's Wife; a Tale of the Siege of Leyden]
- Die Gred (1887) [trad. por Clara Bell como Margery: A Tale of Old Nuremberg]
- Barbara Blomberg: A Historical Romance
- In the Blue Pike (Germany)
- Ein Wort [A Word, Only a Word, transl. Mary J. Safford] ("Floresta Negra no século 16. Dá imagens terríveis das perseguições e sofrimentos dos judeus."[1]

Ficção Adicional
- Eine Frage. Idyll zu einem Gemälde seines Freundes Alma Tadema [trad. A Question. The Idyll of a Picture by his Friend Alma Tadema por Mary J. Safford]
- Joshua: A Story of Biblical Times (1890)
- In the Fire of the Forge: A Romance of Old Nuremberg [trad. por Mary J. Safford]
- Elixir, and Other Tales (fairy tales)
- In the Desert (1900) [trad. por Mary J. Safford]
- Elifen: A Dream of the Desert (verse)

Ficção curta
- The Greylock: A Fairy Tale
- The Nuts

Livro de memórias
- Die Geschichte meines Lebens [A história da minha vida desde a infância até a idade adulta] (Stuttgart, 1893)

Trabalhos Colecionados
- Collected Works appeared in 25 volumes at Stuttgart (1893–1895)